# Edward Russell Gaines
Edward Russell Gaines (Whanganui, 3 november 1926 – 6 september 1994) was rooms-katholiek hulpbisschop van Auckland (1976–1981) en de eerste bisschop van Hamilton, Nieuw-Zeeland (1980–1994).
Gaines werd op 3 november 1926 geboren te Whanganui, Nieuw-Zeeland, en volgde zijn middelbare school aan het St. Peter's College te Auckland, een school van de Christelijke Broeders. Hij vervolgde zijn opleiding aan het Holy Name Seminary te Christchurch, een seminarie van de jezuïeten, en aan het Holy Cross College te Mosgiel, het Rooms-katholieke seminarie van Nieuw-Zeeland onder leiding van de Congregatie der Missie. 
Op 13 juli 1950 werd Gaines tot priester gewijd door James Liston, bisschop van Aukland, in de St Patrick's kathedraal te Auckland. Op 8 december 1976 werd hij tot bisschop gewijd door John Mackey, bisschop van Aukland, en diende als hulpbisschop van Auckland tot 1980. Op 19 juni 1980 werd Gaines de eerste bisschop van het nieuwe bisdom Hamilton, wat hij zou blijven tot zijn overlijden op 6 september 1994.